# Free to Decide
Free to Decide è il secondo singolo estratto dal terzo album dei Cranberries To the Faithful Departed, pubblicato nel 1996. Musica e testo del brano sono stati scritti da Dolores O'Riordan, cantante del gruppo.

## Descrizione
Quarta traccia dell'album To the Faithful Departed, il brano, in tonalità di sol maggiore con un tempo di 118 battiti al minuto, è stato scritto da Dolores O'Riordan e prodotto da Bruce Fairbairn.

## Video musicale
Il videoclip di accompagnamento al brano è stato diretto da Marty Callner e girato in un deserto. La cantante del gruppo Dolores O'Riordan fugge dalla stampa e guida la sua jeep mentre la sua band si esibisce con dei muri gialli alle spalle. O'Riordan appare in abito bianco cantando la canzone in una gabbia per uccelli e ballando accanto a una cornice gigante. Gli ultimi 30 secondi del video riproducono un interludio in cui l'intero video torna all'inizio.

## Tracce
UK CD Single
1. Free To Decide – 4:25
2. Salvation (Live at Milton Keynes Bowl) – 2:23
3. Bosnia – 5:37

CD Single (Europa)
1. Free To Decide – 4:25
2. Salvation (Live at Milton Keynes Bowl) – 2:22
3. Sunday (Live at The Point, Dublin) – 3:13
4. Dreaming My Dreams (Live at The Point, Dublin) – 4:34

CD Single (Spagna)
1. Free To Decide – 4:24
2. Cordell – 3:41
3. The Picture I View – 2:29

## Classifiche
| Classifica (1996)         | Posizione massima |
| ------------------------- | ----------------- |
| Australia                 | 43                |
| Francia                   | 43                |
| Germania                  | 94                |
| Irlanda                   | 28                |
| Nuova Zelanda             | 19                |
| Regno Unito               | 33                |
| Repubblica Ceca           | 9                 |
| Stati Uniti               | 22                |
| Stati Uniti (airplay)     | 6                 |
| Stati Uniti (alternative) | 8                 |
| Svezia                    | 40                |